# Jack Hinshelwood
Jack Luca Hinshelwood (sinh ngày 11 tháng 4 năm 2005) là một cầu thủ bóng đá chuyên nghiệp người Anh hiện tại đang thi đấu ở vị trí tiền vệ cho câu lạc bộ Brighton & Hove Albion tại Giải bóng đá Ngoại hạng Anh.

## Sự nghiệp thi đấu

### Brighton & Hove Albion
Hinshelwood gia nhập học viện của câu lạc bộ Brighton & Hove Albion khi mới 7 tuổi và đã nỗ lực thăng tiến ở các cấp độ trẻ của họ. Anh ra mắt đội U-18 vào tháng 3 năm 2021 và bắt đầu nhận học bổng cho mùa giải tiếp theo ở tuổi 16. Vào ngày 14 tháng 4 năm 2023, anh ký bản hợp đồng chuyên nghiệp với câu lạc bộ cho đến năm 2026. Anh có trận ra mắt chuyên nghiệp cho Brighton & Hove Albion, khi vào sân thay thế cho Deniz Undav trong trận thua 2–1 trước Aston Villa trên sân vận động Villa Park vào ngày 28 tháng 5 năm 2023. Anh đá chính trận đầu tiên trong trận thua 6–1 trước Aston Villa vào ngày 30 tháng 9.
Vào ngày 6 tháng 12 năm 2023, Hinshelwood ghi bàn thắng đầu tiên trong sự nghiệp, trong chiến thắng 2-1 trên sân nhà trước Brentford.

## Sự nghiệp quốc tế
Hinshelwood là cầu thủ trẻ quốc tế Anh, đại diện cho U-18 Anh vào năm 2023.
Vào ngày 6 tháng 9 năm 2023, Hinshelwood có trận ra mắt đội tuyển U-19 Anh trong trận thua 0-1 trước Đức ở Oliva.

## Đời tư
Hinshelwood xuất thân trong một gia đình có truyền thống thể thao. Ông cố Wally Hinshelwood, ông nội Paul, cha Adam, chú Martin và Danny đều là những cầu thủ bóng đá chuyên nghiệp.

## Phong cách thi đấu
Hinshelwood là một tiền vệ trung tâm chơi bóng với nhận thức chiến thuật tuyệt vời. Anh cũng có thể chơi ở vị trí trung vệ, nhưng có tầm ảnh hưởng tốt nhất đến trận đấu thông qua khả năng phân phối bóng và tầm nhìn phù hợp nhất với vai trò tiền vệ của anh. Anh là một cầu thủ thuận cả 2 tay, hiểu biết tốt về trận đấu và yêu thích tiến về phía trước.

## Thống kê sự nghiệp

### Câu lạc bộ
Tính đến trận đấu diễn ra vào ngày 3 tháng 2 năm 2024
| Câu lạc bộ                  | Mùa giải            | Giải đấu                    | Giải đấu | Giải đấu | Cúp FA | Cúp FA | Cúp EFL | Cúp EFL | Châu Âu | Châu Âu | Khác | Khác | Tổng cộng | Tổng cộng |
| Câu lạc bộ                  | Mùa giải            | Hạng đấu                    | Trận     | Bàn      | Trận   | Bàn    | Trận    | Bàn     | Trận    | Bàn     | Trận | Bàn  |           |           |
| --------------------------- | ------------------- | --------------------------- | -------- | -------- | ------ | ------ | ------- | ------- | ------- | ------- | ---- | ---- | --------- | --------- |
| Brighton & Hove Albion      | 2022–23             | Giải bóng đá Ngoại hạng Anh | 1        | 0        | 0      | 0      | 0       | 0       | —       | —       | —    | —    | 1         | 0         |
| Brighton & Hove Albion      | 2023–24             | Giải bóng đá Ngoại hạng Anh | 10       | 2        | 1      | 0      | 1       | 0       | 2       | 0       | —    | —    | 14        | 2         |
| Brighton & Hove Albion      | Tổng cộng           | Tổng cộng                   | 12       | 3        | 1      | 0      | 1       | 0       | 2       | 0       | 0    | 0    | 15        | 2         |
| U-21 Brighton & Hove Albion | 2022–23             | —                           | —        | —        | —      | —      | —       | —       | —       | —       | 3    | 0    | 3         | 0         |
| U-21 Brighton & Hove Albion | 2023–24             | —                           | —        | —        | —      | —      | —       | —       | —       | —       | 2    | 0    | 2         | 0         |
| U-21 Brighton & Hove Albion | Tổng cộng           | Tổng cộng                   | —        | —        | —      | —      | —       | —       | —       | —       | 5    | 0    | 5         | 0         |
| Tổng cộng sự nghiệp         | Tổng cộng sự nghiệp | Tổng cộng sự nghiệp         | 12       | 3        | 1      | 0      | 1       | 0       | 2       | 0       | 5    | 0    | 20        | 2         |

1. ↑  Ra sân tại UEFA Europa League
2. 1 2  Ra sân tại EFL Trophy